# Paradorydium angolensis
Paradorydium angolensis är en insektsart som beskrevs av Evans 1947. Paradorydium angolensis ingår i släktet Paradorydium och familjen dvärgstritar. Inga underarter finns listade i Catalogue of Life.